# Castello di Cortazzone
Il Castello di Cortazzone è una struttura difensiva sita nel comune di Cortazzone, a una ventina di chilometri da Asti. Il castello è stato costruito nel IX secolo, insieme alla chiesa collocata nel medesimo luogo dedicata a San Secondo. In gran parte distrutto nel 1362, dalla compagnia di ventura di Albert Stertz, il castello fu ricostruito verso la fine del XIV secolo.
Nel XVIII secolo, durante la guerra civile spagnola, l'edificio subì ulteriori nuovi danni dai Francesi nel 1706. Della precedente struttura, sono rimasti parte delle mura, in cui sono visibili dei merli guelfi e la torre a pianta quadrata. Il castello è di proprietà privata.